# Episodi di Blood of Zeus (prima stagione)
La prima stagione della serie animata Blood of Zeus è stata interamente pubblicata a livello internazionale il 22 ottobre 2020 su Netflix.
| nº | Titolo originale       | Titolo italiano         | Pubblicazione USA | Pubblicazione Italia |
| -- | ---------------------- | ----------------------- | ----------------- | -------------------- |
| 1  | A Call to Arms         | Una chiamata alle armi  | 22 ottobre 2020   | 27 ottobre 2020      |
| 2  | Past Is Prologue       | Il passato è il prologo | 22 ottobre 2020   | 27 ottobre 2020      |
| 3  | The Raid               | Il raid                 | 22 ottobre 2020   | 27 ottobre 2020      |
| 4  | A Monster Is Born      | La nascita di un mostro | 22 ottobre 2020   | 27 ottobre 2020      |
| 5  | Escape or Die          | Fuga o morte            | 22 ottobre 2020   | 27 ottobre 2020      |
| 6  | Back to Olympus        | Ritorno all'Olimpo      | 22 ottobre 2020   | 27 ottobre 2020      |
| 7  | The Fields of the Dead | I campi dei morti       | 22 ottobre 2020   | 27 ottobre 2020      |
| 8  | War for Olympus        | In guerra per l'Olimpo  | 22 ottobre 2020   | 27 ottobre 2020      |

## Una chiamata alle armi
- Diretto da: Shaunt Nigoghossian
- Scritto da: Charles Parlapanides e Vlas Parlapanides

L'amazzone Alexia dà la caccia a due demoni vicino a un villaggio dove Heron lavora come minatore. Poiché sua madre non è sposata e quindi è un bastardo, vengono maltrattati dagli abitanti del villaggio. Il loro unico amico è Elias, un uomo anziano. Quando un demone attacca Heron, Alexia lo ferisce e lo cattura mentre si nasconde in forma umana. Alexia spiega che un culto di umani trasformati in demoni si sta avvicinando e brucia l'umano, rivelando il suo volto demoniaco agli abitanti del villaggio. Elias spiega ad Heron che dopo che gli dei dell'Olimpo sconfissero i titani, dovettero combattere contro i giganti, nati dal sangue dell'ultimo Titano caduto in battaglia. Zeus fece un patto con due giganti per tradire i loro simili e gettare i loro cadaveri in mare, intrappolando le loro anime in un'urna forgiato da Efesto e custodito dall'automa Talos. Il corpo di un gigante fu poi scoperto da un culto umano, che mangiò la carne del gigante e divennero i demoni. Alexia invita Heron a diventare uno dei suoi soldati, ma si rifiuta di aiutare a salvare gli abitanti del villaggio a causa dei loro maltrattamenti. Gli uomini del villaggio accusano la madre di Heron di essere un demone e tentano di bruciarla, solo per farla bruciare da sola per dimostrare di essere umana dopo aver picchiato Heron. Sapendo che la guerra sta arrivando, Elias dice a Heron di estrarre il potente metallo adamantino dalla cima di una montagna per forgiare una spada. Elias, che si rivela essere Zeus travestito, viene affrontato da Ares, che è sorpreso che Zeus voglia che Heron guidi l'umanità.

## Il passato è il prologo
- Diretto da: Shaunt Nigoghossian
- Scritto da: Charles Parlapanides e Vlas Parlapanides

Heron sogna una regina che dà alla luce due figli, uno di suo marito e uno di un altro uomo. Heron porta l'adamantino a Elias che inizia a forgiare una spada e gli dice che il suo sogno proveniva dai tre Oneiroi: Fobetore, Fantaso e Morfeo, i rispettivi dei degli incubi, delle illusioni e delle visioni. Heron affronta sua madre che ammette di essere stata Elettra, regina di Corinto, ma Zeus si innamorò di lei e lei rimase presto incinta. Era la moglie di Zeus scoprì l'infedeltà di Zeus e mandò gli Oneiroi a raccontare al re l'infedeltà nei suoi sogni. Quando Elettra diede alla luce due gemelli, il re cercò di uccidere il figlio che non era suo, Heron, ma Zeus intervenne ed Elettra uccise il re. Zeus nascose Heron ed Electra sotto uno strato di nuvole in modo che Hera non potesse mai trovarli, mentre il fratello gemello di Heron fu lasciato indietro e assassinato da uno zio che voleva la corona di Corinto. Rendendosi conto che Elias è suo padre Zeus, Heron cerca di affrontarlo, ma trova solo la spada completata che Heron rifiuta impalandola in un masso. I soldati di Alexia vengono uccisi dal leader della setta ma Alexia scappa con una mappa verso il loro accampamento principale, quindi un segugio a tre teste viene inviato dopo di lei. Zeus si rivela ad Heron per chiedere perdono, ma se ne va dopo che Heron lo ha rifiutato. Alexia arriva con il cane che la insegue, quindi fugge con Heron.

## Il raid
- Diretto da: Shaunt Nigoghossian
- Scritto da: Charles Parlapanides e Vlas Parlapanides

Era giura di uccidere Elettra ed Airone, quindi Zeus la minaccia di lasciare la vita di Elettra nelle mani delle Moire. In segreto, Zeus rimuove le nuvole protettive in modo da poter vedere Heron. I demoni attaccano, quindi gli abitanti del villaggio fuggono in salvo attraverso la miniera di ferro di Heron. Heron provoca una frana che schiaccia diversi demoni, quindi il leader dei demoni Seraphim cerca di ucciderlo, Heron sopravvive solo quando Zeus gli invia avvertimenti telepatici. Electra riesce a nascondersi dai demoni, ma Seraphim chiede agli abitanti del villaggio di dirgli dove si trova Alexia. Electra li uccide quando il Cerbero rileva l'odore di Alexia. Zeus nasconde l'odore di Alexia con un cespuglio di rose. Vedendo Zeus intervenire attivamente, Era decide di intervenire lei stessa e reindirizza il Cerbero da Electra. Era e gli altri dei affrontano Zeus, ricordandogli che la vita di Elettra dovrebbe essere nelle mani delle Moire e che gli dei non interferiscono nelle guerre dei mortali. Secondo le leggi di Zeus, avrebbero avuto il diritto di giustiziare Zeus per preservare la pace tra di loro. Zeus è costretto a guardare mentre Seraphim uccide Elettra e cattura Heron per trasformarlo in un demone. Era gongola per la miseria di Zeus mentre Seraphim prende la collana di Elettra per commemorare Heron e il suo fratello defunto.

## La nascita di un mostro
- Diretto da: Shaunt Nigoghossian
- Scritto da: Charles Parlapanides e Vlas Parlapanides

Alexia si imbatte in Zeus travestito da Elias in lutto per Elettra prima di continuare dopo Heron. Hermes porta l'anima di Electra nell'Oltretomba dove sceglie di apparire ad Heron in una visione, ricordandogli di essere forte. Era appare davanti a Seraphim. Dopo averlo costretto a inginocchiarsi davanti a lei, Era gli dice che è il primogenito del re di Corinto. Quando suo zio Acrisio lo lasciò cadere da una scogliera, fu trovato vivo dalla levatrice di Elettra, Ariana, che fuggì con lui nel bosco dove lo allevò accanto a un orso e i suoi cuccioli. Quando i figli di Acrisio li trovarono, uccisero i fratelli orsi di Ariana e Seraphim. La madre orsa uccise tutti gli uomini tranne uno dei figli di Acrisio che riuscì a fuggire. Anni dopo, Seraphim rintracciò e uccise il figlio sopravvissuto prima di fuggire in mare dove scoprì il cadavere del gigante. Dopo aver mangiato la sua carne, Seraphim recuperò il bidente olimpico che aveva ucciso il gigante e lo usò per uccidere i soldati inseguitori, trasformando quelli che si erano arresi nei suoi seguaci. Era afferma che è tutta colpa di Zeus per non aver salvato Seraphim nel modo in cui ha salvato Heron. Seraphim è sospettoso delle motivazioni di Era, quindi la dea rivela anche che Seraphim ha ucciso inconsapevolmente la sua vera madre Electra, facendo infuriare Seraphim contro Zeus.

## Fuga o morte
- Diretto da: Shaunt Nigoghossian
- Scritto da: Charles Parlapanides e Vlas Parlapanides

Alexia va a incontrare il suo mentore Chirone per tradurre alcune porzioni della mappa che aveva ottenuto dai demoni. Chirone rivela che la mappa fornisce un percorso attraverso il labirinto in cui è nascosto il corpo del gigante che ha creato i demoni. Alexia cerca di andarsene con queste informazioni, ma Chirone rivela di averla tradita ai Demoni per proteggere il suo popolo. Cede Alexia e la mappa a Seraphim, ma non prima di aver coperto discretamente la mappa nel fango. Era conduce Seraphim alla spada che Zeus forgiò per Heron. Afferma che la spada può tagliare qualsiasi cosa, incluso l'automa Talos che protegge l'urna che contiene le anime dei giganti. Chiede anche a Seraphim di uccidere Heron che è stato portato a bordo di una galea dove cospira con altri prigionieri per liberarsi dalle catene e prendere il controllo della nave.

## Ritorno all'Olimpo
- Diretto da: Shaunt Nigoghossian
- Scritto da: Charles Parlapanides e Vlas Parlapanides

Salvato da Zeus, Heron viene portato sull'Olimpo mentre Alexia e gli altri prigionieri vengono indirizzati all'ingresso del Labirinto, anche se la mappa è stata distrutta. Seraphim viene incaricato da Hera di trovare un artefatto chiamato Calderone dell'Oscurità. Zeus cerca di placare Era e giurare la sua devozione per lei, ma lei intende solo accettare se Heron viene ucciso. Zeus rifiuta la condizione ed Era parte con i suoi seguaci nell'Ade che rimane neutrale e offre rifugio a qualsiasi dio che lo chieda. Poseidone parte con lei. Alexia e gli altri si incontrano con Chirone che fornisce una copia della mappa per espiare il suo errore e fanno piani per dirigersi al Labirinto attraverso i Campi dei Morti. Heron viene addestrato brevemente e gli viene insegnato a controllare la sua rabbia quando combatte prima di essere evocato dalle Moire che lo avverte dell'influenza che avrà negli eventi futuri prima di rivelargli che Alexia e gli altri stanno camminando in pericolo. Tuttavia, Zeus gli dice che non può andare ad aiutarli perché non è pronto.

## I campi dei morti
- Diretto da: Shaunt Nigoghossian
- Scritto da: Charles Parlapanides e Vlas Parlapanides

Seraphim riceve un incubo dagli Oneiroi. Zeus bandisce gli Oneiroi e rivela di aver aiutato Seraphim per tutta la vita, salvandolo persino dai figli di Acrisio quando hanno ucciso Ariana. Rivela anche che Hera lo ha manipolato facendogli uccidere sua madre Electra. Chirone guida Alexia ei suoi seguaci ai Campi dei Morti dove gli Olimpici hanno sconfitto i Giganti e li avverte nella nebbia che non devono mai correre nel caso in cui disturbino il terreno avvelenato. Diversi seguaci vengono uccisi in fuga da allucinazioni. Raggiungono l'ingresso del labirinto dove arriva Heron e uccide il Minotauro. Seguendo gli indizi di Zeus, Seraphim trova Acrisio che vive in una grotta e lo uccide. Alexia e Heron scoprono che il cadavere del gigante è scomparso e Seraphim li ha in una trappola. Seraphim offre a Heron la possibilità di lavorare insieme e uccidere gli dei, ma Heron rifiuta. Il resto dei seguaci viene ucciso, lasciando solo Kofi il gladiatore ed Evios il ladro. Era, aiutata da Ares, attacca Hermes che l'aveva seguita e gli ruba il braccio che raccoglie le anime. Apollo salva Hermes, ma viene ferito da Ares che getta il corpo di Apollo in mare. Seraphim individua l'urna e fugge da Talos usando la spada di Heron. Era rilascia le anime dei giganti dall'urna, riportandoli ai loro corpi prima di ferire fatalmente Zeus mentre si traveste da Hermes. Mentre Zeus giace morente, i giganti iniziano a riemergere dal mare.

## In guerra per l'Olimpo
- Diretto da: Shaunt Nigoghossian
- Scritto da: Charles Parlapanides e Vlas Parlapanides

Era offre ai giganti gli oceani se la aiuteranno uccidono Zeus. Sentendo questo, Poseidone torna sull'Olimpo con Apollo, guarisce Zeus (Zeus ha usato il suo fulmine per chiudere la ferita) e rivela dove Era ha nascosto l'urna. All'inizio della battaglia per l'Olimpo, Heron, Alexia, Kofi ed Evios si infiltrano nel campo dei demoni. Zeus e Poseidone uccidono la maggior parte dei demoni e dei giganti, quindi Era attacca Zeus. Heron si rende conto che l'urna è tenuto alto nel cielo dai corvi di Era. Zeus sconfigge Era, permettendo ad Heron di recuperare l'urna mentre il leader dei giganti ferisce Zeus. Era viene tradita e quasi uccisa dal capo dei giganti, ma Zeus sacrifica la propria vita per salvarla. Seraphim recide il braccio destro di Era, prendendo l'urna mentre Era fugge. Heron ingaggia Seraphim in una rissa. Accettando l'addestramento di Zeus, Heron si trafigge il petto con il bidente di Seraphim, impalando anche Seraphim ed evoca il fulmine di Zeus per uccidere finalmente Seraphim. Heron raggiunge l'urna e ancora una volta intrappola tutte le anime dei Giganti all'interno, ponendo fine alla battaglia. La mattina successiva, Heron si riunisce con i suoi amici e viene accolto nell'Olimpo dai suoi numerosi fratellastri. L'anima di Seraphim si risveglia nell'Oltretomba dove il bidente viene recuperato dal suo vero proprietario Ade che offre a Seraphim la libertà dalla punizione eterna se si inginocchia ad Ade mentre una volta si inginocchiava davanti a Era.